# Pyrausta amboinalis
Pyrausta amboinalis là một loài bướm đêm trong họ Crambidae.